# Chalicotheriidae
Família de perissodáctilos extintos.

## Taxonomia
- Família Chalicotheriidae
  - Subfamília Schizotheriinae Holland e Peterson, 1914
    - Tribo Schizotheriini
      - Metaschizotherium von Koenigswald, 1932
      - Schizotherium Gervais, 1879

  - Subfamília Chalicotheriinae
    - Tribo Chalicotheriini
      - Ancylotherium Gaudry, 1863
      - Chalicotherium Kaup, 1833
      - Eomoropus
      - Macrotherium
      - Moropus Marsh, 1877
      - Nestoritherium Kaup, 1859
      - Phyllotillon Pilgrim, 1910